# Tabaquismo en el fútbol profesional

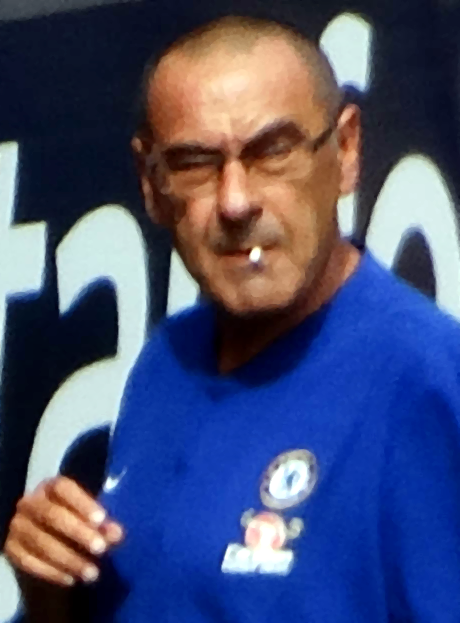
Maurizio Sarri en 2018, mascando una colilla debido a la prohibición de fumar de Inglaterra.

El tema del tabaquismo en el fútbol profesional representa una controversia histórica. Tradicionalmente, los entrenadores de fútbol fumaban en la línea de banda y los jugadores fumaban fuera de la cancha. Sin embargo, las crecientes tendencias contra el tabaquismo han llevado a que se establezcan una serie de restricciones al respecto. A partir de finales del siglo XX y principios del siglo XXI, está prohibido fumar en los estadios de todo el mundo, pero algunos jugadores y entrenadores han seguido fumando.

## Historia
A principios del siglo XX, el hábito de fumar entre jugadores y entrenadores estaba muy extendido en todo el fútbol mundial. En la década de 1930, se utilizó a los mejores futbolistas de Inglaterra para promocionar marcas de cigarrillos, ya que los jugadores a menudo fumaban. Las tarjetas de cigarrillos eran tarjetas coleccionables que venían en paquetes de cigarrillos, de los cuales las imágenes de futbolistas eran una variedad popular. Bobby Robson fue el primer jugador en hacer valer sus derechos de imagen y le pagaron tres guineas para que su imagen se usara en tarjetas de cigarrillos. A través de esta publicidad de cigarrillos, Stanley Matthews se dio cuenta de los vínculos científicos entre el tabaquismo y el cáncer después de investigarlo. Algunos dirigentes deportivos en ese tiempo no permitían fumar a sus jugadores cerca del director técnico del Arsenal, Herbert Chapman, pues aquel entrenador preguntaba a los jugadores si fumaban o bebían alcohol antes de intentar ficharlos, y el director técnico de Wolverhampton Wanderers, Frank Buckley, emitió reglas para el club que prohibían a los jugadores fumar durante dos días antes de un partido. Después de la Segunda Guerra Mundial, varios jugadores de alto perfil como Jack Charlton, Johan Cruyff y Sócrates continuaron fumando. En la década de 1950, cuando Wilf McGuinness se convirtió en entrenador del equipo de reserva en el Manchester United, donde dirigía a jugadores con los que había jugado, se le animó a empezar a fumar como una forma de afirmar su autoridad como entrenador.

## Prohibiciones

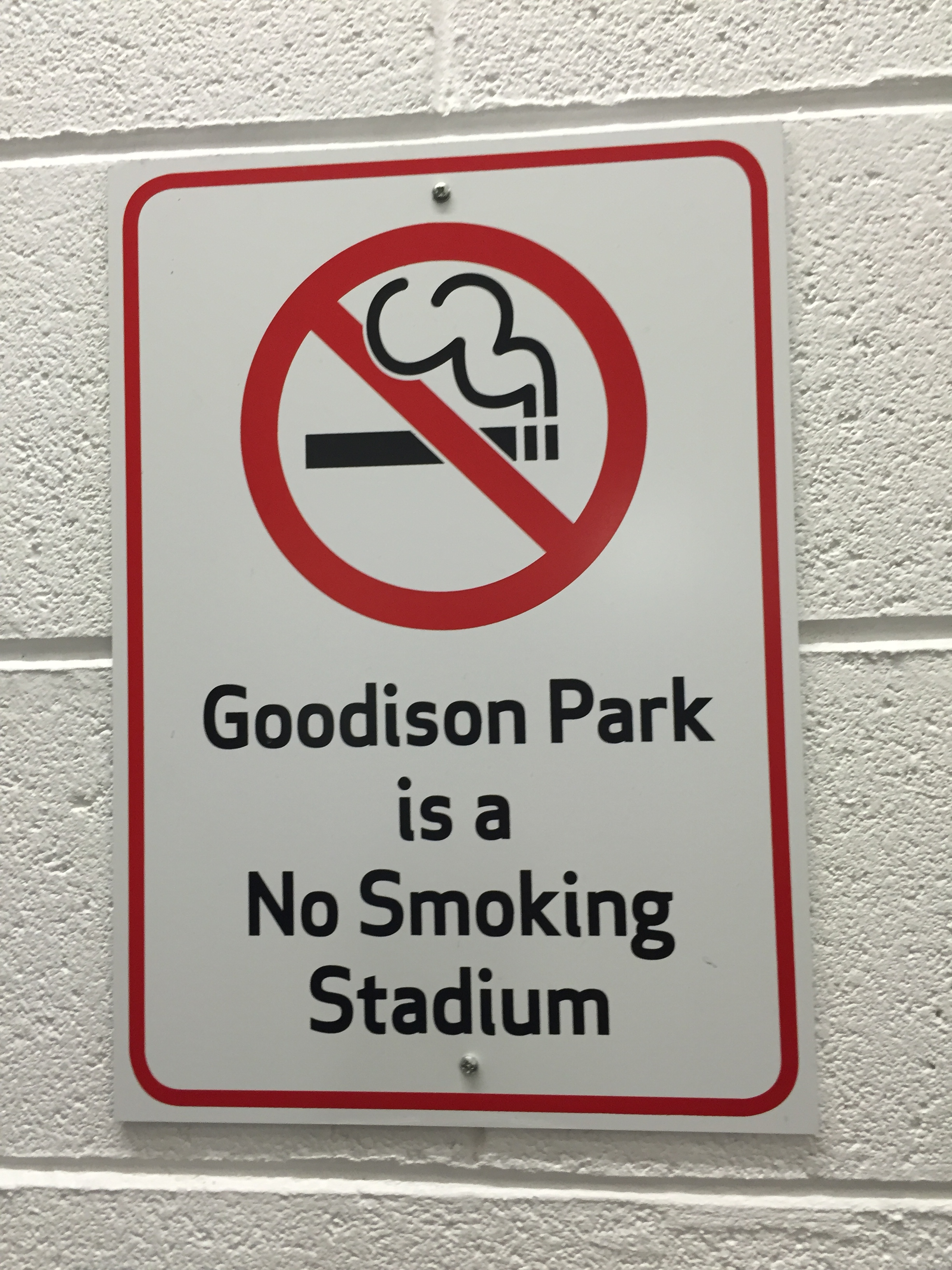
Goodison Park fue el primer estadio libre de humo de Inglaterra.

La creciente oposición al tabaquismo llevó a los órganos rectores a imponer restricciones a fumar en el ámbito del fútbol. En 1985, tras la tragedia de Valley Parade, que se atribuyó a un cigarrillo tirado que prendió fuego a basura acumulada, la Asociación Inglesa de Fútbol prohibió fumar en todos las gradas de madera en Inglaterra. En 2002, la FIFA introdujo una prohibición de fumar en los estadios durante la Copa Mundial de Fútbol de 2002, sin embargo, esta prohibición completa se eliminó posteriormente para la Copa Mundial de Fútbol de 2006. A pesar de esto, se siguió aplicando la prohibición de fumar en la línea de banda durante el torneo y el entrenador de la selección de fútbol de México, Ricardo La Volpe, recibió una advertencia oficial por fumar durante el partido de la fase de grupos de su equipo contra la selección de fútbol de Irán.
En 2003, la UEFA anunció que durante las competiciones europeas de la temporada 2004-05, se prohibiría fumar en la línea de banda y en las áreas técnicas, pero se permitiría dentro del vestuario donde lo permitieran las leyes locales. El técnico del A. C. Milan, Carlo Ancelotti, fue reprendido por infringir esta regla en 2007 por fumar durante el partido de la Liga de Campeones de la UEFA de Milan contra el Celtic en el Celtic Park. En 2010, como parte de su código de conducta para estadios, la FIFA prohibió fumar en todas las áreas de los estadios que se utilizan en sus competiciones.
En Inglaterra, los clubes también comenzaron a prohibir fumar en varias áreas de sus terrenos. En 2005, Everton anunció que Goodison Park se convertiría en un estadio para no fumadores con una prohibición total de fumar en cualquier lugar del suelo. Otros motivos siguieron su ejemplo con el Estadio Ciudad de Mánchester y el Stadium of Light del Sunderland que prohibieron fumar en 2006. En Gales, el Millennium Stadium introdujo una prohibición de fumar en 2006 tras el estímulo del Gobierno de Gales. En Irlanda del Norte, en 2007, la Asociación Irlandesa de Fútbol prohibió fumar en todos los partidos de la selección de fútbol de Irlanda del Norte en Windsor Park.
En 2018, la Unión del Fútbol de Rusia instituyó una regla que prohíbe a los jugadores de la selección de fútbol de Rusia fumar en la Copa Mundial de Fútbol de 2018. Esta decisión fue apoyada por el presidente de Rusia, Vladímir Putin, quien también alentó a los fanáticos a dejar de fumar y apoyar al equipo.

## Posprohibiciones
A pesar de las prohibiciones del siglo XXI, algunos futbolistas y entrenadores continuaron fumando. En 2004, Joey Barton apagó un cigarrillo en el ojo de su compañero de equipo en el Manchester City Jamie Tandy y fue demandado con éxito por 65 000 libras esterlinas. El entrenador italiano, Maurizio Sarri, fumaba regularmente con el Napoli y el RB Leipzig construyendo cobertizos de concreto en la línea de banda para poder fumar legalmente. Cuando se convirtió en gerente del Chelsea en Inglaterra, donde está prohibido fumar en interiores, comenzó a masticar filtros de cigarrillos. El entrenador de la selección de fútbol de Alemania, Joachim Löw, recibió críticas de la prensa alemana después de ser filmado fumando en un palco de espectadores para los cuartos de final de la UEFA Eurocopa 2008 cuando cumplía una sanción desde la línea de banda. Löw respondió diciendo: «¿Qué debo decir al respecto? Es mi cosa privada. Soy simplemente un humano, con fortalezas y debilidades. A veces fumo un cigarrillo o bebo una copa de vino por la noche. No es como si fuera un hedonista». El delantero danés Nicklas Bendtner atestiguó que en su primer día en la Juventus, encontró a sus compañeros de equipo Gianluigi Buffon y Andrea Pirlo fumando en un baño.
En la década de 2010, varios entrenadores de fútbol impusieron un espíritu antitabaco en sus clubes. El entrenador del Arsenal, Arsène Wenger, que solía fumar en la línea de banda como entrenador del Monaco y solía vender cigarrillos antes de ingresar al fútbol, criticó a Jack Wilshere en 2013 después de que Wilshere fuera filmado fumando. También impuso una multa de 20 000 libras esterlinas al portero Wojciech Szczęsny por fumar en el vestuario del Emirates Stadium. Guus Hiddink fue multado cuando era director técnico del Chelsea después de ser filmado fumando un cigarrillo en los vestuarios del estadio de Wembley luego de la victoria del Chelsea en la final de la FA Cup 2009.
Más tarde, exjugadores de fútbol y entrenadores que fumaban expresaron su desacuerdo contra el tabaquismo. Cruyff, que había dejado de fumar en 1991 debido a problemas cardíacos y posteriormente promovió campañas contra el tabaquismo, fue diagnosticado con cáncer de pulmón en 2015, que se había relacionado con su tabaquismo durante su carrera como jugador. En 2004, Sócrates se retiró de un partido después de 20 minutos mientras jugaba para el Garforth Town, no perteneciente a la liga inglesa, alegando que había fumado demasiados cigarrillos para continuar. Días antes de su muerte en 2020, se filmó al delantero argentino Diego Maradona fumando en estado de ebriedad.
Vapear en los estadios está prohibido por las regulaciones de la Premier League. Como no está prohibido por la ley, los terrenos de la English Football League y la Scottish Premiership han permitido a los espectadores vapear y han permitido que las empresas de vapeo vendan productos en el interior.